# Championnat de France de floorball 2006-2007
Navigation
Édition précédente Édition suivante
Le Championnat de France de floorball D1 2006-2007 est la 3e édition de cette compétition. 9 équipes participent à la saison régulière 2006-2007, réunies en une seule poule.
En saison régulière, chaque équipe affronte chacun de ses adversaires en matches aller, en 2 périodes de 20 minutes (temps continu).
Les phases finales opposent directement la 1re équipe contre la 2e pour la finale, la 3e contre la 4e, etc jusqu'au 7e contre le 8e pour la 7e place (le perdant de ce match jouant ensuite contre le 9e de la saison régulière pour déterminer la 8e place finale).
Le championnat a débuté le 2 décembre 2006 et s'est terminé le 18 mars 2007.

## Équipes
| \| Lyon Floorball Club Speedhoc Rascasses Floorball Canonniers Nantes Paris Université Club IFK Paris Ericsson Vikings Gladiateurs d'Orléans Dragons Bisontins Nordiques Floorball Club \| Localisation des clubs engagés dans le championnat. |
| Lyon Floorball Club Speedhoc Rascasses Floorball Canonniers Nantes Paris Université Club IFK Paris Ericsson Vikings Gladiateurs d'Orléans Dragons Bisontins Nordiques Floorball Club                                                           |

| Équipes du Championnat de France de floorball D1 2006-2007 | Saisons dans le championnat | Site web                   |
| ---------------------------------------------------------- | --------------------------- | -------------------------- |
| Pirates du Rhône                                           | 0                           | www.lyon-floorball.com     |
| Speedhoc Rascasses                                         | 2                           | www.marseillefloorball.fr  |
| CLAP Nantes                                                | 2                           | www.canonniers-nantes.fr   |
| IFK Paris                                                  | 2                           | www.ifkparis.net           |
| PUC (Paris Université Club)                                | 0                           | pucfloorball.over-blog.com |
| Gladiateurs d'Orléans                                      | 2                           | www.floorball45.com        |
| Ericsson Vikings (Massy)                                   | 1                           | www.evikings.org           |
| Nordiques de Lille                                         | 0                           | www.nordiques.net          |
| CUB Besançon                                               | 2                           | www.dragons-bisontins.fr   |

### Classement final de la saison régulière
| Classement | Nom de l'équipe             | Points | Matchs joués | Victoires | Nuls | Défaites | Buts pour | Buts contre | Différence |
| ---------- | --------------------------- | ------ | ------------ | --------- | ---- | -------- | --------- | ----------- | ---------- |
| 1          | PUC (Paris Université Club) | 16     | 8            | 8         | 0    | 0        | 55        | 5           | +50        |
| 2          | Speedhoc Rascasses          | 14     | 8            | 7         | 0    | 1        | 51        | 11          | +40        |
| 3          | IFK Paris                   | 12     | 8            | 6         | 0    | 2        | 47        | 16          | +31        |
| 4          | CLAP Nantes                 | 9      | 8            | 4         | 1    | 3        | 28        | 22          | +6         |
| 5          | Pirates du Rhône            | 8      | 8            | 4         | 0    | 4        | 19        | 16          | +3         |
| 6          | Ericsson Vikings            | 7      | 8            | 3         | 1    | 4        | 23        | 33          | -10        |
| 7          | CUB Besançon                | 3      | 8            | 1         | 1    | 6        | 9         | 35          | -26        |
| 8          | Nordiques de Lille          | 2      | 8            | 1         | 0    | 7        | 11        | 59          | -48        |
| 9          | Gladiateurs d'Orléans       | 1      | 8            | 0         | 1    | 7        | 13        | 59          | -46        |

- Qualification pour la finale
- Qualification pour la petite finale

#### Détails de la finale
| 18 mars 2007 | Paris Université Club | 3-2 (1-1, 0-1, 2-0) | Speedhoc Rascasses | Gymnase Biancotto, Paris |

| Feuille de match | Feuille de match                                                   | Feuille de match              | Feuille de match                               | Feuille de match                            |
| ---------------- | ------------------------------------------------------------------ | ----------------------------- | ---------------------------------------------- | ------------------------------------------- |
|                  | Olivier Beaudoin - 14:00 Henrik Ewetz - 55:01 Henrik Ewetz - 55:46 | 0 - 1 1 - 1 1 - 2 2 - 2 3 - 2 | 09:00 - Pascal Henneman 32:52 - Rémi Diologent | Arbitrage : Archie Khodjaev Joona Laukannen |
| Gilles Bizot     | Gardiens                                                           | Nicolas Mayot                 |                                                | Arbitrage : Archie Khodjaev Joona Laukannen |
| 24 min           | Pénalités                                                          | 8 min                         |                                                | Arbitrage : Archie Khodjaev Joona Laukannen |
|                  |                                                                    |                               |                                                | Arbitrage : Archie Khodjaev Joona Laukannen |

Paris Université Club remporte la finale face aux Speedhoc Rascasses, et devient le deuxième club français sacré Champion de France de floorball, dès la première année de son existence, après le doublé de Marseille en 2004-2005 et 2005-2006.

#### Matchs de classement
|                        | Vainqueur             | Perdant          | Score       |
| Match pour la 3e place | IFK Paris             | CLAP Nantes      | 10-3        |
| Match pour la 5e place | Pirates du Rhône      | Ericsson Vikings | 5-1         |
| Match entre 7e et 8e   | Nordiques de Lille    | CUB Besançon     | 5-2         |
| Match pour la 6e place | Nordiques de Lille    | Ericsson Vikings | 4-3 (a.p.)  |
| Match pour la 8e place | Gladiateurs d'Orléans | CUB Besançon     | 4-3 (t.a.b) |

### Classement final (après playoffs et matchs de classement)
| Classement final | Nom de l'équipe             | Classement de la saison régulière |
| ---------------- | --------------------------- | --------------------------------- |
| 1                | PUC (Paris Université Club) | 1                                 |
| 2                | Speedhoc Rascasses          | 2                                 |
| 3                | IFK Paris                   | 3                                 |
| 4                | CLAP Nantes                 | 4                                 |
| 5                | Pirates du Rhône            | 5                                 |
| 6                | Nordiques de Lille          | 8                                 |
| 7                | Ericsson Vikings            | 6                                 |
| 8                | Gladiateurs d'Orléans       | 9                                 |
| 9                | CUB Besançon                | 7                                 |